# 戴初
戴初（1449年—？），字復之，直隸廣德州建平縣人，民籍，明朝政治人物。

## 生平
成化十三年（1477年）丁酉科應天府鄉試第五十五名舉人。成化二十三年（1487年）中式丁未科會試第八十六名，三甲第四十名進士。弘治九年（1496年）任江西庐陵县知县。

## 家族
曾祖戴元卿；祖父戴寧；父戴輝，母宋氏。慈侍下。